# Bactrogyna
Bactrogyna é um gênero de aranhas da família Linyphiidae. Até 2017, continha apenas uma espécie, Bactrogyna rpoeminens.